# Lienzo de Tlaxcala

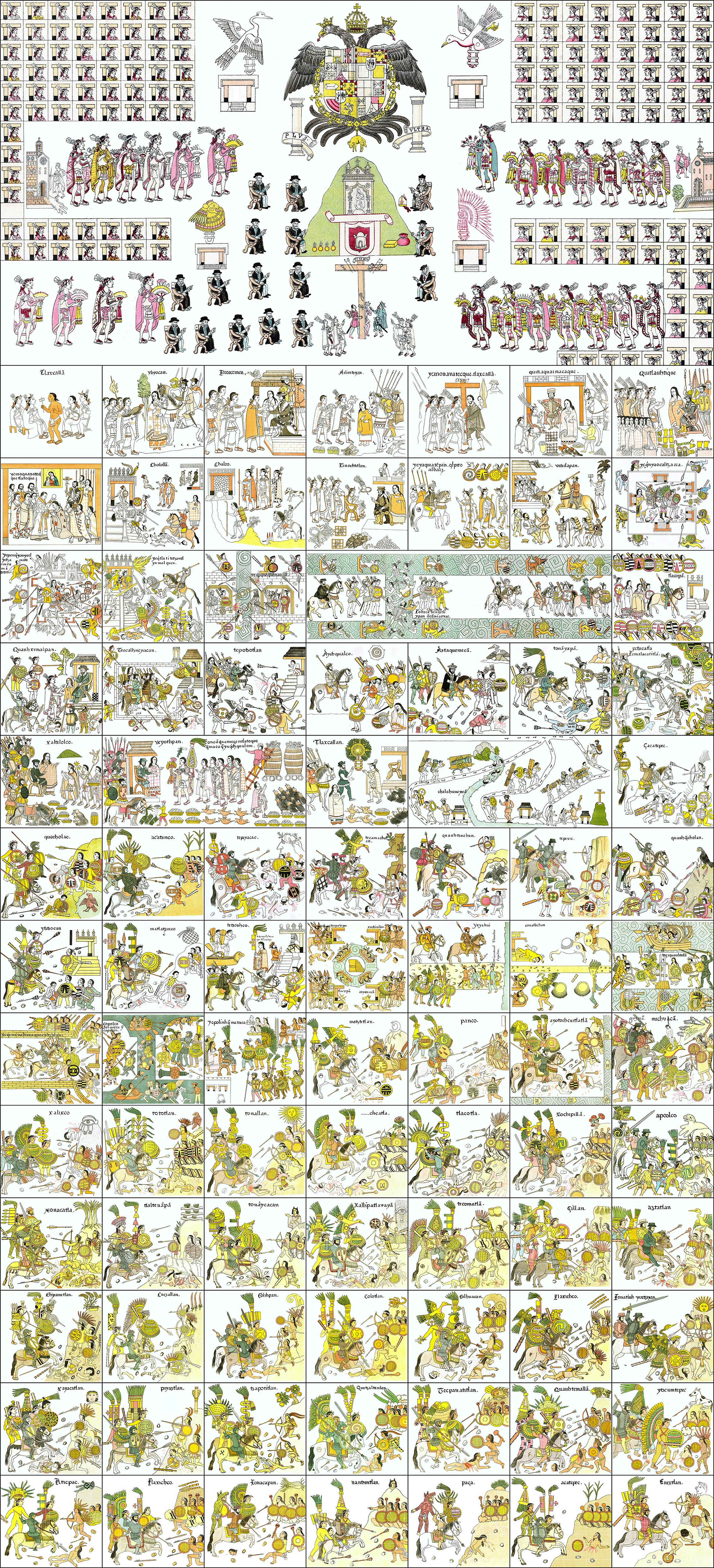
copie de 1773 du Lienzo de Tlaxcala

Le Lienzo de Tlaxcala est un codex colonial tlaxcalteque, élaboré en 1552 à la demande de la mairie de Tlaxcala. Il fut rédigé et peint sur du papier d'amate, en usage dans les cultures mésoaméricaines (c'est notamment le cas du codex aztèque dit "Borbonicus"). Concernant ses dimensions, le codex est assez imposant, car il mesure 4,871 mètres de haut et 2,087 mètres de large. Trois exemplaires ont été produits : l'un fut envoyé en Espagne comme présent au roi Charles Quint, le deuxième a été emporté à Mexico, capitale de la vice-royauté de Nouvelle-Espagne, afin d'être remis au vice-roi Luis de Velasco, et le troisième a été protégé par l'arche du conseil de Tlaxcala. L'objectif de la diffusion du codex était de montrer à la couronne d'Espagne que, en raison de son rôle dans la conquête de l'Empire Aztèque, Tlaxcala était digne de certains privilèges.
Aujourd'hui, les trois copies ont disparu mais une reproduction de 1773 réalisée par Manuel Yllañes (conservée au Mexique, à la Biblioteca Nacional de Antropología e Historia) nous est parvenue. Par ailleurs, le ou les auteurs originaux du Lienzo de Tlaxcala ne sont pas connus. Il s'agirait vraisemblablement de chroniqueurs aztèques, qui savaient encore lire les codex préhispaniques et qui maniaient aussi l'écriture espagnole. 

## Composition
Le codex est composé d'une large scène dans sa partie supérieure, ainsi que d'une grille de 7 cellules sur sa largeur et 13 cellules sur sa longueur (ce qui représente 91 cellules).

## Sujets

### La conquête de l'Empire Aztèque par les Espagnols
Entre 1519 et 1521, les troupes d'Hernán Cortés, aidées par les tlaxcaltèques, tentent de conquérir l'Empire Aztèque dirigé par la Triple Alliance. Les combats se soldent par la victoire des conquistadors, qui mettent en place l'encomienda. Cependant, ce type d'exploitation des indiens est contesté 30 ans plus tard par Bartolomé de las Casas, durant la Controverse de Valladolid.

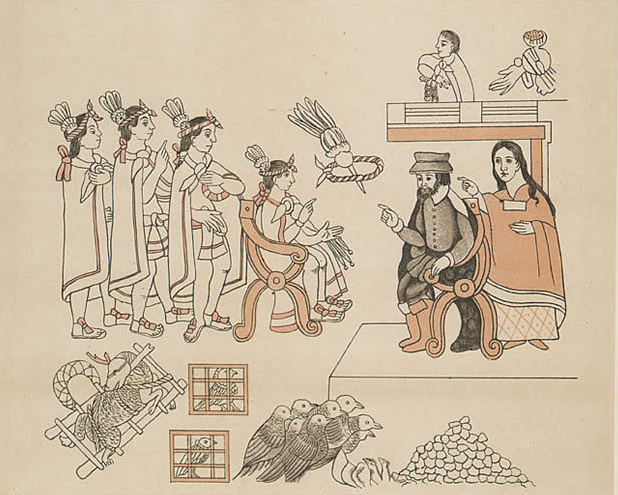
Cortès et La Malinche rencontrant Moctezuma à Tenochtitlan

Le Lienzo de Tlaxcala est donc conçue en partie pour réaffirmer le rôle majeur des tlaxcaltèques durant la conquête de l'empire Aztèque, ainsi que pour rappeler la décision du procès de Valladolid stipulant que les Amérindiens ont un statut égal à celui des Blancs.
Par ailleurs, le codex s'attache à représenter chronologiquement la conquête espagnole de l'Empire Aztèque, de l'arrivée de Cortès à la soumission de l'Empire, en passant par la rencontre avec La Malinche et la massacre de Cholula.

### La politique impériale de la couronne d'Espagne
La venue des Espagnols dans le Nouveau Monde résultait d'objectifs économiques et commerciaux, mais aussi et avant tout d'une volonté d'agrandissement de l'Empire. En effet, la profusion de symboles liés à l'Espagne (la couronne d'Espagne figure en haut au centre du codex, et sa devise entour les colonnes situées vers l'aigle) ou à son Roi (aigle à deux têtes, symbole du Saint-Empire romain germanique gouverné par Charles Quint) indique clairement la volonté d'établir un territoire lié au Saint-Empire romain germanique.

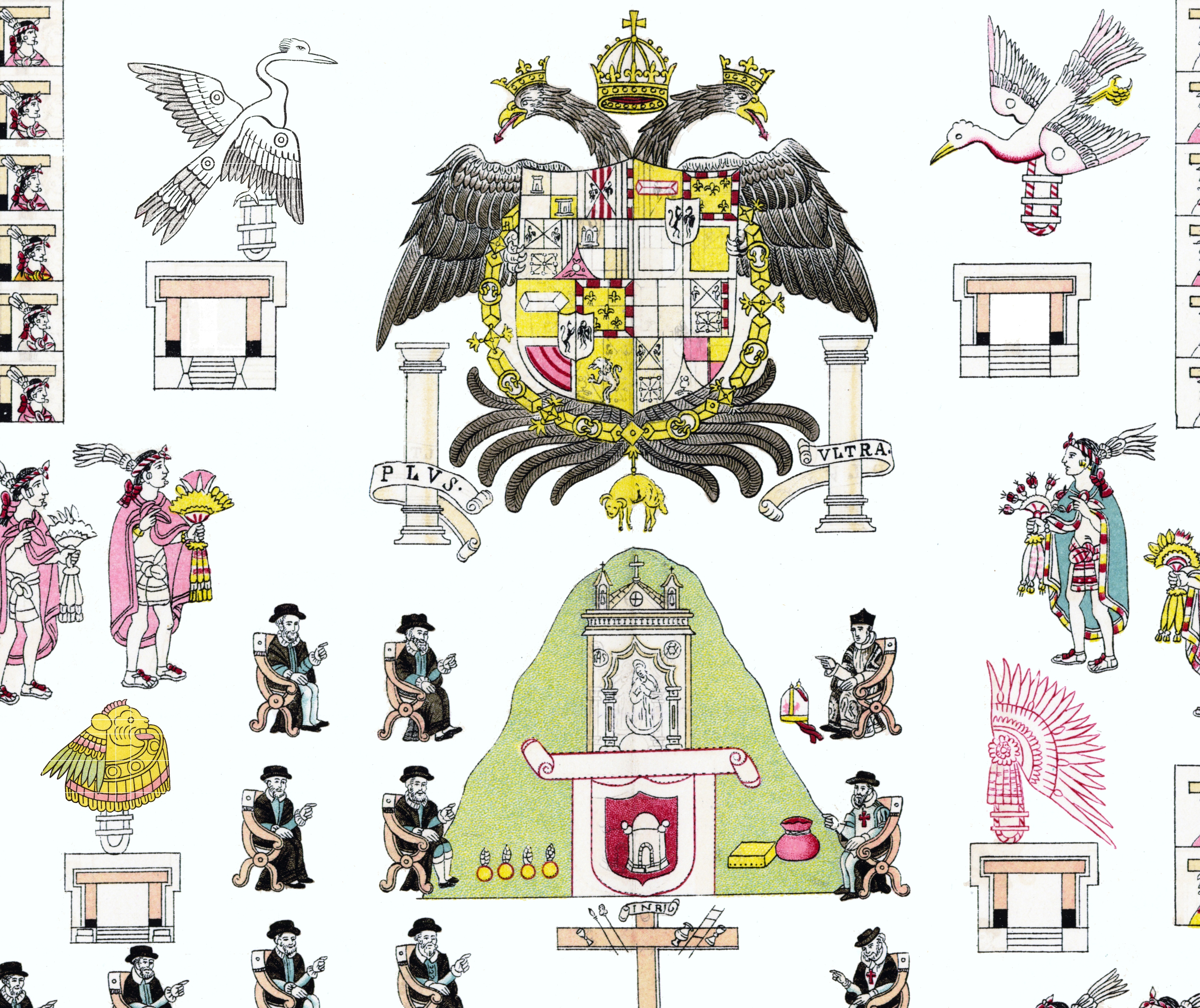
Scène principale du codex, représentant les symboles impériaux et chrétiens importé d'Espagne

De plus, le Lienzo de Tlaxcala accueille plusieurs représentations de la croix chrétienne. En plus de s'assurer une domination physique, les conquistadors tentent d'asservir idéologiquement les autochtones. L'évangélisation est donc un thème majeur de la conquête, reflété par le Lienzo de Tlaxcala.

### L'incorporation des peuples amérindiens
Le Lienzo de Tlaxcala reflète un certain mélange culturel. En effet, on peut y voir la présence de deux langues : le Nahuatl, langue parlée par les Tlaxcaltèques, et le latin, langue utilisée par les érudits européens.

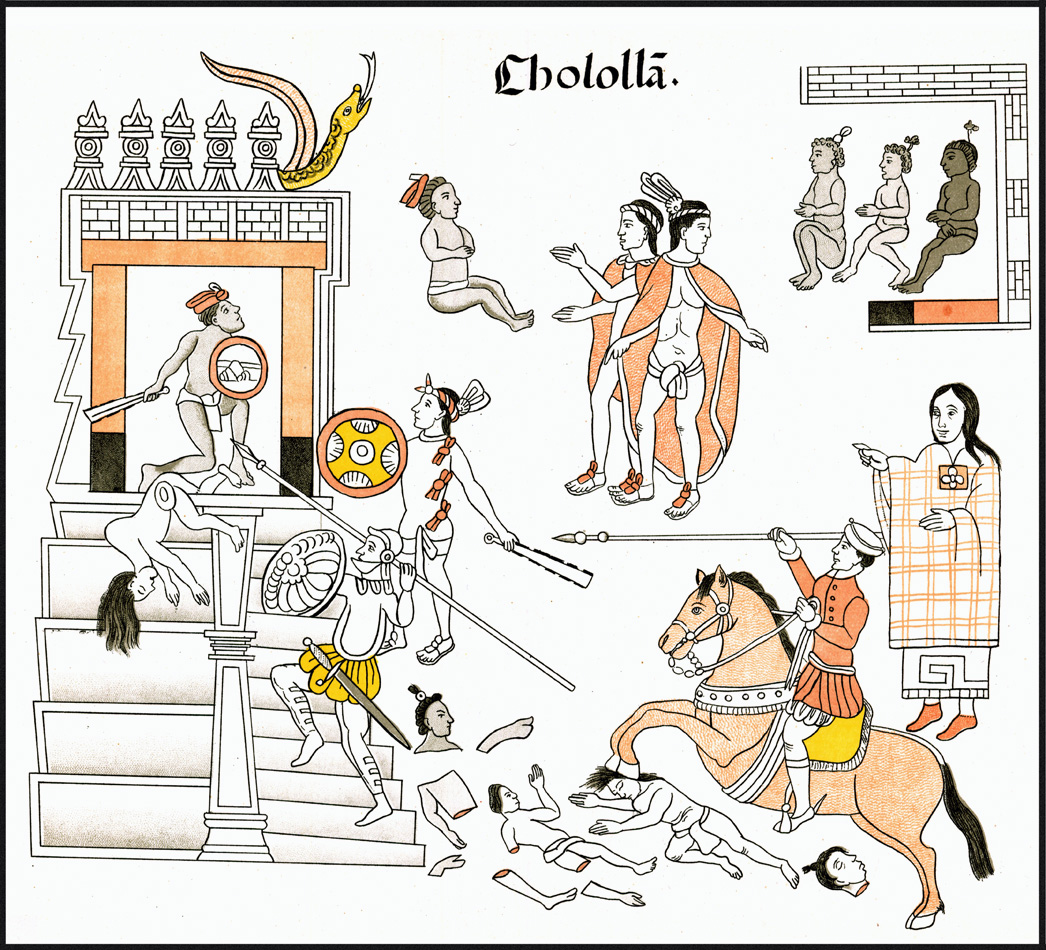
Cellule du codex montrant la différence de représentation des personnages

De plus, on peut observer un échange culturel à travers les figures représentées. Celles-ci, en plus de montrer des personnages européens et amérindiens, sont dessinées de deux manières différentes. Les soldats tlaxcaltèques sont représentés de profil, selon les traditions préhispaniques, alors que Cortès et La Malinche sont représentés de 3/4 face, à l'européenne. Cela peut donc être compris comme le signe d'une incorporation progressive des peuples du Nouveau Monde dans un territoire qui aspire à être sous domination hispanique.